# Стауини (Хунедоара)
Стауини (рум. Stăuini) насеље је у Румунији у округу Хунедоара у општини Балша. Oпштина се налази на надморској висини од 481 m.

## Становништво
Према подацима из 2002. године у насељу је живело 71 становника, од којих су сви румунске националности.